# Moissei Uritski
Moissei Solomónovitx Uritski (Моисей Соломонович Урицкий) (Txerkassy, Kíev 2 de gener de 1873 – Petrograd, de 1914 a 1924 (avui Sant Petersburg), 30 d'agost de 1918) fou un activista polític ucraïnès i un destacat líder bolxevic a Rússia.
Fill d'un mercader jueu, als tres anys perdé al seu pare, i la seva mare volgué educar-lo en l'esperit de la religió dels seus avantpassats, fent-li aprendre el Talmud; però el nen Moisés semblava poc disposat a estudiar la història d'Israel, i en morir la seva mare, al cap de sis anys, fou educat per la seva germana gran, la qual es preocupà del seu benestar material, deixant-lo en completa llibertat quant a llur creences. El nen aprengué el rus i entrà en una escola oficial, malgrat les protestes dels jueus que formaven el cercle de llurs relacions.
Als vint anys estudià el Dret en la Universitat de Kíev. Ja durant els estudis s'interessà pel moviment socialdemòcrata, i en comptes de fer-se advocat, s'allistà com a voluntari en un regiment d'infanteria de Kíev. Al tercer dia d'estança en el servei fou detingut per repartir propaganda revolucionaria entre els soldats. El 1900 fou desterrat al govern d'Irkutsk, on hi va romandre fins al 1905, en què tronà a la metròpoli, consagrant-se per sencer a les tasques del partit socialista.
Quan es produí l'escissió del partit socialdemòcrata, es posà al costat dels menxevics, sent al cap de poc un dels caps més actius d'aquesta agrupació. El 1906 fou desterrat novament per quatre anys al govern de Vologda, però a causa de llur poca salut (estava tuberculós), les autoritats tsaristes li permeteren traslladar-se a l'estranger.
Uritzki residí una temporada a París i Berlín i Després a Suïssa, fins que el 1910 tornà a Rússia, essent altra volta detingut i enviat a Arkhànguelsk, on per segona vegada se li'n donà permís per passar a l'estranger. En esclatar la Gran Guerra es trobava a Berlín, des d'on passà a Estocolm i Després a Copenhaguen, romanent en la capital de Dinamarca fins a la revolució de febrer.
Des dels primers dies de la guerra fou, com Trotski, una furiosa campanya contra els patriotes socialistes. El 23 de març torna a Petrograd, i trobant els menxevics poc revolucionaris, s'afilià al partit bolxevic, venint a ser un ardent partidari del comunisme. Per l'octubre ja era membre del Comitè Central del partit, i fou un dels primers a revoltar-se contra el govern de Kérenski.
Prengué part activa en el moviment que hauria de donar el poder a Lenin, i des de llavors es trobà en tots els llocs de perill. Arran del cop d'estat se li confià de president de la Comissió de lluita per a vèncer la contrarevolució. Uritzki era adversari del tractat de Brest-Litovsk, però se sotmeté en acceptar el seu partit aquella pau imposada per Alemanya.
El 30 d'agost, mentre es dirigia cap al Palau d'Hivern, un cadet anomenat Leonid Kaneguisser, el matà d'un tret de revòlver.